# Herpesviridae
Herpesvirus er virus i virusfamilien Herpesviridae, som er mellemstore, indhyllede virus med et genom af dobbeltstrænget DNA, dsDNA (Baltimore-gruppe I).
Herpesvirus etablerer livslange infektioner og forårsager en række sygdomme. Herpesvirus er vidt udbredt, og man skønner at mere end 90% af alle mennesker har været inficeret med herpesvirus eller bærer herpesvirus inkorporeret i cellekerners DNA.

## Struktur
Herpesvirus’ genom består af 100-200 gener og er i alt på 120–220 kb.
Genomet er omgivet af et proteinhylster, også kaldet et kapsid på 150–200 nm i diameter bestående af 162 kapsomerer hver med flere proteinsubunits.
Yderst er en membrankappe med mange glycoproteiner, der formidler vedhæftning og indtrængen i værtscellen. Herpesvirus benytter en fælles molekylær model, men med artsspecifikke elementer og værtsreceptorer, for vedhæftning. Fusionsproteinet gB er fælles for alle herpesvirus.

## Sygdomme forårsaget af Herpesvirus
Herpesvirus forårsager en række alvorlige sygdomme og kan medføre livslange latente infektioner selv på trods af cirkulerende antistoffer.

## Klassifikation
- Underfamilie: Alphaherpesvirinae
  - Slægt: Simplexvirus
    - human herpesvirus 1, HHV1 = herpes simplex virus 1, HSV1 (Herpes labialis)
    - human herpesvirus 2, HHV2 = herpes simplex virus 2, HSV2 (Herpes genitalis)

  - Slægt: Varicellovirus
    - human herpesvirus 3, HHV3 = Varicella zoster virus, VZV (Skoldkopper)

  - Slægt: Mardivirus
  - Slægt: Iltovirus
- Underfamilie: Betaherpesvirinae
  - Slægt: Cytomegalovirus
    - human herpesvirus 5, HHV5 (Mononukleose)

  - Slægt: Muromegalovirus
  - Slægt: Roseolovirus
    - human herpesvirus 6, HHV6
    - human herpesvirus 7, HHV7
- Underfamilie: Gammaherpesvirinae
  - Slægt: Lymphocryptovirus
    - human herpesvirus 4, HHV4 = Epstein-Barr virus (Mononukleose, maligne sygdomme)

  - Slægt: Rhadinovirus
    - human herpesvirus 8, HHV8 = Kaposis sarcom-associeret herpesvirus (Kaposis sarkom)